# Meike Anlauff
Meike Anlauff (Simmern/Hunsrück, 4 mei 1979) is een Duits zangeres. Ze schrijft zelf muziek, maar zingt ook als gastmuzikant met andere bands. Haar eerste solo-project bracht ze uit onder de artiestennaam Mayque. 

## Discografie

### Albums
- 2007: Reife Zeit

### Singles
- 2005: Tiefer[2]
- 2007: Jeden Tag